# Girly Air Force
Girly Air Force (ja. ガーリー・エアフォース, Gārī Ea Fōsu) ist eine japanische Light-Novel-Reihe, die von Kōji Natsumi geschrieben und von Asagi Tōsaka illustriert wird. Eine Manga-Adaption von Takahiro Seguchi erscheint im Gekkan Shōnen Ace seit Oktober 2018 und eine Anime-Fernsehserien-Adaption von Satelight wurde von Januar bis März 2019 ausgestrahlt.

## Handlung
Die Erde wurde von den Zai angegriffen, einer mysteriösen bewaffneten Gruppe, die ungewöhnlich hoch entwickelte Waffensysteme einsetzt, die jeder irdischen Militärtechnologie weit überlegen sind. Der in Shanghai lebende Kei Narutani und seine Freundin Minghua werden beide von China nach Japan evakuiert, als die Stadt von den Zai angegriffen wird. Während ihrer Flucht auf dem Seeweg versenken mehrere Zai-Kämpfer die Evakuierungsflotte. Kei sieht, wie die Zai ein seltsames Flugzeug abschießen. Als das Flugzeug anschließend abstürzt, schwimmt Kei zum abgestürzten Flugzeug um dem Piloten zu helfen. Er ist jedoch überrascht, ein Mädchen am Steuer zu finden.
Nach seiner Ankunft in Japan beginnt Kei, die Ursprünge des seltsamen Flugzeugs zu untersuchen und bald wird er von japanischen Geheimdienstagenten gefangen genommen. Er erfährt von ihnen, dass es sich um einen schwedischen Jäger handelte, der mit einer von der JASDF entwickelten Spezialtechnologie nachgerüstet wurde. Um den Zai zu bekämpfen, wurden deren Technologien – HiMAT (Highly Manoeuvable Aircraft Technology) und EPCM (Electronic Perceptory Countermeasures) – nachempfunden und auf bestehende Kampfmodelle angewendet, die den Codenamen „Daughters“ tragen. Aber um richtig zu funktionieren, benötigt diese Technologie eine autonome Schnittstelleneinheit namens „Anima“: androidförmige menschenähnliche Mädchen, die aus geborgenen Zai-Teilen hergestellt werden. Das Mädchen, dem Kei mit dem Namen Gripen (nach dem Flugzeug, das sie fliegt) begegnet ist, ist eine solche Anima-Einheit. Gripen ging mit ihm eine emotionale Bindung ein, als er ihr zu Hilfe eilte. Als ihr leitender Entwickler diesen Effekt bemerkt, lädt er Kei in das Anima-Projekt ein. Kei fungiert von da an als Gripens Partner, um ihre Flugleistung zu steigern und zu verhindern, dass sie verschrottet wird.

## Charaktere
Kei Narutani
Ein chinesisch-japanischer Teenager, der in Shanghai lebte, bevor er wegen eines Zai-Angriffs evakuiert werden musste. Nachdem er gesehen hat, wie Gripen gegen zwei Zai-Kämpfer gekämpft hat und dann ins Meer abgestürzt ist, kommt er ihr impulsiv zu Hilfe, wodurch eine emotionale Bindung zwischen ihnen entsteht. Wie seine Mutter, einer Airshow-Pilotin, die bei einem Zai-Hinterhalt getötet wurde, beschließt er sich der Japan Air Self-Defense Force anzuschließen. Nachdem er in das Anima-Projekt eingeweiht wurde, wird er Gripens Waffensystemoffizier und emotionaler Anker.
Gripen
Eine pinkhaarige Anima-Einheit, die einen schwedischen JAS 39D Gripen von Saab fliegt. Sie leidet an einem inhärenten emotionalen Defekt, der sie zerstreut und ohne Sinn und Zweck zurücklässt. Gripen hat eine emotionale Abhängigkeit von Kei. Dies wird von ihrem Vorgesetzten bemerkt und Kei wird in das Programm aufgenommen, um ihr eine Motivation für den Kampf gegen die Zai zu geben. Ihr Rufzeichen ist „Barbie 01“.
Eagle
Eine blonde Anima, die einen F-15J Eagle von McDonnell Douglas fliegt. Sie hat eine freche und launische Persönlichkeit und ist eine talentierte Kampfpilotin. Gleich nachdem sie Kei getroffen hat, interessiert sie sich sehr für ihn. Sie verehrt Yashirodōri als Vater. Ihr Rufzeichen ist „Barbie 02“
Phantom
Eine Anima mit dem Rufzeichen „Barbie 03“, die getrennt von Gripen und Eagle in Komatsu ankommt. Sie fliegt eine F-4 Phantom II und ist die erste Anima, die vom JSDF erstellt wurde. Obwohl sie für den Kampf ausgebildet ist, ist ihre Spezialität die taktische Aufklärung; Aus diesem Grund kann sie auch mit den Anima-Informationskanälen kommunizieren, um Informationen zu erhalten oder zu manipulieren. Aufgrund ihres Status als erste Anima und der ihr aufgezwungenen Eigenständigkeit, als angenommen wurde, dass keine andere Anima geschaffen werden würde, ist sie ihren Kollegen gegenüber sehr herablassend und verursacht Reibereien im Team. Nachdem Kei sie kurz nach ihrer Ankunft vor einer schwierigen Situation bewahrt hat, verliebt sie sich in ihm. Als Hobby färbt sie ihre Haare meist in Grüntönen.
Viper Zero
Eine weitere Anima mit dem Rufzeichen „Barbie 04“. Sie fliegt eine Mitsubishi F-2. Ihr tatsächliches Aussehen ist unbekannt, da jeder Zuschauer, der sie sieht, ein Bild der Person sieht, an die er gerade am meisten denkt. Dieser Effekt tritt aufgrund der Instabilität ihres zentralen Kerns auf, der als empathischer Reflektor wirkt. Außerdem kleidet sie sich gerne in Lolita-Mode.
Rhino
Die einzige amerikanische Anima. Ihr Rufzeichen ist „Sapphire 01“. Ihr Wille und ihr Bewusstsein werden von den Zai übernommen, als sie zusammen mit Kei und Gripen in eine Zai-Falle gelockt wird und die erste Anima wird, die korrumpiert und zerstört wird.
Minghua Song
Keis energische chinesische Freundin aus Kindertagen, die während der chaotischen Evakuierung Shanghais ihre Eltern verlor. Sie ist in Kei verliebt und betrachtet sich als seine Freundin; Da sie ihm nie von ihren Gefühlen erzählt hat, sieht er sie nur als ältere Schwester an.
Haruka Yashirodōri
Der führende JASDF-Wissenschaftler hinter dem Reverse Engineering der Zai-Waffen und der Entwickler des Anima-Systems. Wegen der emotionalen Wirkung die Kei auf Gripen hat, nennt er ihn ständig ōji-sama. Trotz seines schroffen Verhaltens kümmert er sich wie ein Vater um seine Kreationen.
William Shankle
Ein amerikanischer Wissenschaftler, der für Rhino verantwortlich ist; Seine Spezialität ist KI und er entwickelt Drohnenjäger basierend auf Anima Flug- und Kampfdaten.
Funato
Ein JASDF-Ingenieur, der unter Yashirodōri arbeitet.

## Medien

### Light Novel
Kōji Natsumi veröffentlichte 2014 die ersten Light Novel zu Girly Air Force mit Illustrationen von Asagi Tōsaka. Die Light Novel erscheint beim Dengeki-Bunko-Imprint des Verlages ASCII Media Works.

### Manga
Eine Manga-Adaption wurde am 26. Oktober 2018 im Gekkan Shōnen Ace bei Kadokawa Shoten gestartet. Für die Zeichnungen ist Takahiro Seguchi verantwortlich.

### Anime
Am 1. Juni 2018 wurde eine Adaption als Anime-Serie von Studio Satelight angekündigt. Die Serie wurde von Katsumi Ono inszeniert, nach einem Drehbuch von Shingo Nagai und Charakterdesigns von Tōru Imanishi. I'm Sound komponiert die Musik der Serie. Der Anime wurde vom 10. Januar bis 28. März 2019 auf AT-X ausgestrahlt, bevor er auf Tokyo MX, BS11, Sun TV und AbemaTV ausgestrahlt wurde. Die Serie lief über 12 Episoden. Run Girls, Run! spielt das Eröffnungslied der Serie, Break the Blue. Das Abspannlied ist Colourful Wing, gesungen von Yūka Morishima, Hitomi Ōwada und Shiori Izawa. Crunchyroll zeigte die Serie weltweit im Simulcast.

#### Synchronisation
| Rolle              | Japanische Stimme (Seiyū) |
| ------------------ | ------------------------- |
| Kei Narutani       | Ryōta Ōsaka               |
| Gripen             | Yūka Morishima            |
| Eagle              | Hitomi Ōwada              |
| Phantom            | Shiori Izawa              |
| Viper Zero         |                           |
| Rhino              | Ryoko Shiraishi           |
| Minghua Song       | Lynn                      |
| Haruka Yashirodōri | Kenji Nomura              |
| William Shankle    | Kenjiro Tsuda             |
| Funato             |                           |

#### Episodenliste
| Nr. (ges.) | Nr. (St.) | Deutscher Titel                                             | Originaltitel                                         | Erstausstrahlung Japan, Südkorea | Deutschsprachige Erstausstrahlung (D) |
| --- | --------- | ----------------------------------------------------------- | ----------------------------------------------------- | -------------------------------- | ------------------------------------- |
| 1 | 1         | ALT 01 Karmesinrote Flügel                                  | 紅い翼 (Akai Tsubasa)                                 | 10. Jan. 2019                    | 10. Jan. 2019                         |
| Kei und seine Freundin Minghua sind chinesische Flüchtlinge, die nach Japan fliehen, um einer unbekannten und hoch entwickelten außerirdischen Streitmacht namens „Xi“ zu entkommen. Mehrere Xi-Flugzeuge treffen ein und greifen das Schiff an, auf dem Kei und Minghua mitfahren. Sie werden jedoch durch die Intervention eines hochmodernen Flugzeugs gerettet, das einem JAS 39E / F Gripen ähnelt. Der Gripen kracht nach dem Xi-Rückzug ins Wasser und Kei schwimmt hinüber, um den Piloten zu retten. Die Pilotin ist ein mysteriöses Mädchen, das ihn küsst als sie ihn sah. Die Japan Air Self Defense Force holt die Gripen zurück und Kei und Minghua erreichen Japan sicher, wo sie im Haus von Keis Großvater leben. Kei ist fasziniert vom Gripen und will sich an dem Xi rächen, weil sie seine Mutter getötet haben. Er begibt sich zu einer nahe gelegenen JASDF-Basis, um zu sehen, ob der Gripen dort gelandet ist. Minghua folgt ihm und beide werden von der Basissicherheit gefangen genommen. Im Inneren trifft Kei auf Haruka Yashirodōri, der ihm verrät, dass die JASDF fortschrittliche Kämpfer namens „Daughter“ entwickelt hat, die in der Lage sind, den technologischen Vorteil der Xi zu überwinden, und die von speziellen Einheiten namens „Anima“ gesteuert werden. Er enthüllt weiter, dass Gripen aus irgendeinem Grund positiv auf Keis Anwesenheit zu reagieren scheint, und er bietet Kei die Möglichkeit, sich seinem Team anzuschließen und beim Kampf gegen die Xi zu helfen. |           |                                                             |                                                       |                                  |                                       |
| 2 | 2         | ALT 02 Komatsu-Rendezvous                                   | コマツ・ランデブー (Komatsu Randebū)                  | 17. Jan. 2019                    | 17. Jan. 2019                         |
| Auf Einladung von Yashirodōri kehrt Kei am nächsten Morgen zur Komatsu Air Base zurück, um mit Gripen zusammenzuarbeiten. Gripen holt ihn von ihrem Treffpunkt ab und beginnt ihn herumzuführen, wodurch sie eine überraschend verträumte, menschenähnliche, aber sehr zerstreute Seite enthüllt. Kei bemerkt auch eine starke Abneigung der JASDF-Mitarbeiter gegenüber der Anima. Am nächsten Tagsucht Gripen Kei bei ihm zu Hause auf, um einen Termin zu vereinbaren. In diesem Kurs enthüllt sie, dass sie an einem unbekannten Defekt leidet, der sie ohne einen klaren Existenzzweck und häufige Ausfälle während ihrer Missionen zurücklässt. Sie verbringen den Rest des Tages mit Freizeitaktivitäten, bis Gripen unerklärlicherweise zusammenbricht und sofort von Yashirodōris Mitarbeitern zur Reparatur abgeholt wird. Yashirodōri erzählt Kei, dass Gripen normalerweise nach nur drei Stunden zusammenbricht (dh einschläft), aber an diesem Tag ihr Aktivitätszyklus erheblich verlängert wurde, und drückt die Hoffnung aus, dass Keis Anwesenheit sie während ihres Testfluges in einer Woche positiv beeinflussen wird, weil Andernfalls wird sie zum Abschreibungsprototyp erklärt und verschrottet. |           |                                                             |                                                       |                                  |                                       |
| 3 | 3         | ALT 03 Die wahre Anima                                      | アニマの本質 (Anima no Honishitsu)                    | 24. Jan. 2019                    | 24. Jan. 2019                         |
| Als Gripen während einer Testsimulation eine minderwertige Leistung erbringt, darf Kei zum ersten Mal die Kontrolle über eine „Doughter“ übernehmen. Als sich der kritische Testflug nähert, findet Yashirodōri heraus, dass sich Gripens Gehirnwellen bei ihrem ersten Treffen mit Keis synchronisiert haben und dass ihre innere Stabilität stark von seiner Nähe zu ihr abhängt. Bei einer Begegnung mit antipathischen JASDF-Mitgliedern erfährt Kei jedoch, dass Anima mithilfe der geborgenen Xi-Technologie erstellt wurde, was zu einem emotionalen Konflikt in ihm führt. Am Tag des Testfluges erhält er jedoch eine Nachricht von Gripen, dass sie von ihrer Zai-Herkunft weiß, sich aber entschieden hat, um der Menschheit willen zu kämpfen. Kei entscheidet, dass er sie nicht verlassen kann und rennt nach Komatsu, um an ihrem Testflug teilzunehmen. Gripen erleidet jedoch einen weiteren Zusammenbruch und ein Zai-Kämpfer greift unerwartet an. Doch bevor Gripen abgeschossen wird, greift eine andere Anima - Eagle - ein und besiegt den Feind. |           |                                                             |                                                       |                                  |                                       |
| 4 | 4         | ALT 04 Deine Welt                                           | 君の見る世界 (Kimi no Miru Sekai)                     | 31. Jan. 2019                    | 31. Jan. 2019                         |
| Kurz nachdem Eagle in Komatsu angekommen ist, stürmt sie mitten in ein Date zwischen Kei und Minghua. Nachdem er von ihr erfährt, dass Gripen noch am selben Tag verschrottet wird, eilt er zum Luftwaffenstützpunkt zurück und sucht Gripen auf, um ihr zu versichern, dass er sich um sie kümmert. Kurz bevor er sie von ihrem bevorstehenden Schicksal abbringen kann, nähert sich eine massive Xi-Angriffstruppe Japan. Da Eagle allein zahlenmäßig unterlegen ist, scheint die Niederlage gesichert zu sein. Trotz Yashirodōris Bereitschaft, Gripen und Kei das Überlaufen zu erlauben, beschließen Gripen und Kei, gemeinsam aufzusteigen. Gripens anfängliches Versagen, mit ihrem Kämpfer in Kontakt zu treten, zwingt Kei, die Kontrolle zu übernehmen, und nachdem er es geschafft hat, einen Xi-Kämpfer abzuschießen, wird Gripens Selbstvertrauen gestärkt, sodass sie selbst in den Kampf eintreten kann. Die feindliche Streitmacht ist besiegt, dabei schafft es Kei irgendwie, wie eine Anima mit den Steuerungen des Flugzeugs in Verbindung zu treten. |           |                                                             |                                                       |                                  |                                       |
| 5 | 5         | ALT 05 Unabhängiges, kombiniertes Experimentalflugbataillon | 独立混成飛行実験隊 (Dokuritsu konsei hikō jikken-tai) | 7. Feb. 2019                     | 7. Feb. 2019                          |
| 6 | 6         | ALT 06 Raison d’Être                                        | 存在意義レゾンデートル (Rezon dētoru)                 | 14. Feb. 2019                    | 14. Feb. 2019                         |
| 7 | 7         | ALT 07 Aufkommende Verwirrung                               | 惑いの先 (Madoi no Saki)                              | 21. Feb. 2019                    | 21. Feb. 2019                         |
| 8 | 8         | ALT 08 Ein unschönes Geheimnis                              | 不機嫌な最高機密 (Fukigen na Saikō Kimitsu)           | 28. Feb. 2019                    | 28. Feb. 2019                         |
| 9 | 9         | ALT 09 Unphysical layer                                     | アンフィジカルレイヤー (Anfijikaru Reiyā)             | 7. März 2019                     | 7. März 2019                          |
| 10 | 10        | ALT 10 Operation: Rückeroberung Shanghais                   | 上海奪還作戦 (Shanhai Dakkan Sakusen)                 | 14. März 2019                    | 14. März 2019                         |
| 11 | 11        | ALT 11 Verlassene Heimat                                    | 誰もいない故郷 (Daremo Inai Kokyō)                    | 21. März 2019                    | 21. März 2019                         |
| 12 | 12        | ALT 12 Der Himmel, an dem ich mit dir fliege                |                                                       | 28. März 2019                    | 28. März 2019                         |